# Sailor och Pekka
Sailor och Pekka är en serie om fem bilderböcker för barn skrivna och illustrerade av Jockum Nordström. Handlingen rör sig kring hunden Pekka och dess ägare, sjömannen Sailor och deras äventyr i vardagen. Böckerna har blivit film, och har visats i TV på Sveriges television.

## Utgåvor
Böckerna i den ordning första upplagor givits ut:
- 1993 – Sailor och Pekka gör ärenden på stan
- 1994 – Sailor blir sjuk
- 1995 – Sailor och Pekka och söndagen
- 1998 – Var är Sailor och Pekka?
- 2003 – Sailor och Pekka. Varför – därför?

2023 utgavs samlingsvolymen Boken om Sailor och Pekka som innehåller alla de fem böckerna.